# Dornecy
Dornecy este o comună în departamentul Nièvre din centrul Franței. În 2009 avea o populație de 552 de locuitori.

## Evoluția populației
| An        | 1975 | 1982 | 1990 | 1999 | 2006 | 2009 |
| --------- | ---- | ---- | ---- | ---- | ---- | ---- |
| Populație | 616  | 608  | 554  | 561  | 553  | 552  |